# Imadoki
Imadoki (イマドキ) est un manga shōjo de Yū Watase en cinq volumes. Il est intégralement publié en français aux éditions Tonkam.

## Résumé de l'histoire
Tampopo (pissenlit en japonais) Yamazaki  vient de la campagne des environs d'Hokkaido. Elle va entrer dans un nouveau lycée à  Tokyo. La veille de la rentrée, elle visite l'établissement, et rencontre un élève qui lui semble sympathique. Le lendemain, elle le rencontre à nouveau... mais il a un caractère totalement différent, comme s'il s'agissait d'une autre personne. Tampopo apprend qu'il est le fils d'une grande famille influente...
Tampopo se trouve également en butte à l'hostilité des autres élèves, car elle est entrée au lycée par concours, et encore parce qu'un autre élève a modifié ses choix, et non car elle est issue d'une grande famille.